# 1080i
1080iは、ハイビジョン、高精細度テレビジョン放送、2Kに含まれる映像規格の一つ。ディスプレイや動画の解像度などで用いられる。
画面アスペクト比は16:9、有効垂直解像度1080本、かつインターレース（飛び越し走査）の動画を指す略称で、1997年4月の国際電気通信連合 (ITU) 会合で決められた。
正方形比率ピクセルにおいて1920×1080、 2.1メガピクセル（207万3600画素）の動画となる。フルハイビジョン、またはFHD (Full HD) 、あるいは1920は約2000のことから2Kとも呼ばれる。フレームレートは29.97フレーム/秒（59.94フィールド/秒）がよく使われる（他に60P、50P、24P、30P、25P）。放送においてはISDB、DVB、ATSCで使われる。D端子ではD3に対応する。

## 比較

1080(シアン)、720(グリーン)、480(レッド)間の比較

各解像度規格との比較

旧ハイビジョン（MUSE方式）時代に使用された1035iと、1080iは規格が異なる。
- 1035i/60 (ARIB STD-B4 1.0)
- 1080i/59.94(Rec.ITU-R BT.709-3)
1997年4月のITU会合により、1080iに統一された。コンピュータ処理のしやすさが理由。
- 1080i（Rec.ITU-R BT.709-3 PartII）[1]
ハイビジョン試験放送で使用されたMUSE方式（1035i）から、ISDBへの移行とともに1080iに変更された。

## 定義

### 名称
- JEITAによる定義では、720pとともにハイビジョンに含まれる[2]
- 固定画素ディスプレイにおける画面解像度「FHD」である。

### フルハイビジョン
特定の団体が決めたものではないが、以下のように分類される
- 1440×1080ではなく、1920×1080。
テレビ放送ISDBにおける分類。
- 720p(1280×720)ではなく、1080i/p(1920×1080)。
ディスプレイ、テレビ受像機、カメラ、ビデオカメラによる分類。

## 対応機器・フォーマット

### 放送
- ISDB
- DVB
- ATSC

### ビデオカメラ
- HDR-FX1が世界初の家庭用1080i撮影カメラで、HDV1080i記録の3板式ビデオカメラである[3]。

### ディスプレイ
CRTコンピュータ、ハイビジョンブラウン管テレビにおける水平走査周波数は、以下のとおりである。
- 33.75kHz(1035i/60、1080i/59.94)

### ゲーム機
- PlayStation 2 (en:List of PlayStation 2 games with HD support)
- PlayStation 3
- PlayStation 4
- PlayStation 5
- Xbox(ENTER THE MATRIX のみ)
- Xbox 360
- Wii U

### 伝送ケーブル
アナログ
- D端子
- コンポーネント端子
- D-sub
著作権保護技術における制限により、録画されたテレビ映像などが、2011年から480iに制限され、2014年からアナログ出力が廃止された。（Advanced Access Content Systemで録画されたもの）[5]

デジタル
- HDMIで伝送できる。
- SMPTEによるシリアルデジタルインタフェース規格では、「SMPTE 292M」(HD-SDI)で伝送できる。

### ビデオフォーマット
- HDV
- D-VHS
- BD
- AVCHD